# Satz von Atiyah-Jänich
Der Satz von Atiyah-Jänich ist ein Lehrsatz aus der Funktionalanalysis. Er stellt einen Zusammenhang zwischen  Fredholm-Operatoren und K-Theorie her.

## Raum der Fredholm-Operatoren und Index-Abbildung
Es sei {\displaystyle {\mathcal {H}}} der (bis auf Isomorphie eindeutige) unendlich-dimensionale separable Hilbertraum und {\displaystyle {\mathcal {F}}} der Raum der beschränkten Fredholm-Operatoren auf {\displaystyle {\mathcal {H}}} mit der Operatornorm-Topologie.
Für einen kompakten Raum {\displaystyle X} bezeichne {\displaystyle K(X)} seine topologische K-Theorie. Elemente in {\displaystyle K(X)} werden durch formale Differenzen
{\displaystyle \left[E_{0}\right]-\left[E_{1}\right]},
von Vektorbündeln über {\displaystyle X} repräsentiert. Wir wollen einer stetigen Abbildung {\displaystyle F\colon X\to {\mathcal {F}}} ein solches Element aus {\displaystyle K(X)} zuordnen.
Für eine stetige Abbildung {\displaystyle F\colon X\to {\mathcal {F}}} hat man in jedem Punkt {\displaystyle x\in X} die endlich-dimensionalen Vektorräume
{\displaystyle \mathrm {ker} (F(x))} und {\displaystyle \mathrm {coker} (F(x))}, das heißt Kern und Kokern des Operators {\displaystyle F(x)}.
Im Allgemeinen ist es möglich, dass die Dimension dieser Vektorräume in einzelnen Punkten {\displaystyle x\in X} unstetig ist. Jedoch ist jede Abbildung {\displaystyle F} homotop zu einer stetigen Abbildung {\displaystyle F^{\prime }}, für die
{\displaystyle (\mathrm {ker} (F^{\prime }(x)))_{x\in X}} und {\displaystyle (\mathrm {coker} (F^{\prime }(x)))_{x\in X}}
konstante Dimension haben und Untervektorbündel von {\displaystyle X\times {\mathcal {H}}} sind, das heißt wir haben ein Element
{\displaystyle \left[(\mathrm {ker} (F^{\prime }(x)))_{x\in X}\right]-\left[(\mathrm {coker} (F^{\prime }(x)))_{x\in X}\right]\in K(X)}.
Weiterhin hängt dieses Element nicht davon ab, welche zu {\displaystyle F} homotope Abbildung {\displaystyle F^{\prime }} verwendet wird.
Daher definiert diese Konstruktion eine Abbildung
{\displaystyle \mathrm {ind} \colon \left[X,{\mathcal {F}}\right]\to K(X)}
von der Menge der Homotopieklassen {\displaystyle \left[X,{\mathcal {F}}\right]} von Abbildungen von {\displaystyle X} nach {\displaystyle {\mathcal {F}}} in {\displaystyle K(X)}. Sie heißt Indexabbildung und die formale Differenz {\displaystyle \left[(\mathrm {ker} (F^{\prime }(x)))_{x\in X}\right]-\left[(\mathrm {coker} (F^{\prime }(x)))_{x\in X}\right]} heißt Indexbündel.

## Satz von Atiyah-Jänich
Der von Michael Atiyah vermutete und von Klaus Jänich bewiesene Lehrsatz besagt, dass
{\displaystyle \mathrm {ind} \colon \left[X,{\mathcal {F}}\right]\to K(X)}
eine Bijektion ist.
Der Raum der Fredholm-Operatoren realisiert also den die topologische K-Theorie klassifizierenden Raum {\displaystyle BU}.
Betrachtet man den Spezialfall {\displaystyle X=\{p\}} eines einpunktigen Raums, so ist einerseits {\displaystyle K(X)\cong \mathbb {Z} }, andererseits können die stetigen Abbildungen {\displaystyle X\rightarrow {\mathcal {F}}} mit den Fredholmoperatoren {\displaystyle F(p)} identifiziert werden. Man zeigt, dass die Homotopieklasse einer Abbildung {\displaystyle X=\{p\}\rightarrow {\mathcal {F}}} durch den Fredholm-Index von {\displaystyle F(p)} bestimmt wird und obige Abbildung {\displaystyle \mathrm {ind} } bei der Identifikation von {\displaystyle K(X)} mit {\displaystyle \mathbb {Z} } genau mit dem Fredholm-Index übereinstimmt. Daher verallgemeinert die Indexabbildung den Fredholm-Index.